# Radievo
Radievo (bulgariska: Радиево) är ett distrikt i Bulgarien.   Det ligger i kommunen Obsjtina Dimitrovgrad och regionen Chaskovo, i den centrala delen av landet, 200 km öster om huvudstaden Sofia.
Trakten runt Radievo består till största delen av jordbruksmark. Runt Radievo är det ganska tätbefolkat, med 111 invånare per kvadratkilometer.